# Open Source Software CD
Open Source Software CD è stata una collezione di circa 150 software open-source per Microsoft Windows. Conteneva programmi di sviluppo software, ricreativi e giochi, Internet, multimedia, produttività/ufficio, sicurezza, editor testo, e utilities varie. L'ultimo aggiornamento è stato  nel dicembre 2005, e non è più disponibile per il download.